# Onomastika
Onomastika (grč. ónoma [] — „ime“) je posebna grana lingvistike koja se bavi proučavanjem ličnih imena (imena i prezimena) i nadimaka, odnosno proučava značenje i istoriju imena ljudi (antroponimi) i imena mjesta (toponimi).
Pri svom proučavanju, onomastika se koristi etimologijom, dijalektologijom, istorijom, etnologijom, mitologijom.

## Antroponomastika
Antroponimi (grč. ántrophōs) su imena ljudi.
Proučava ih grana onomastike koja se naziva antroponomastika. Ova imena mogu biti:
- lična imena;
- nadimci;
- prezimena.

## Toponomastika
Toponimi su imena mjesta. Toponime proučava toponomastika.
Toponimi su podijeljeni na ove grupe:
- ekonimi ili ojkonimi:

Imena naseljenih mjesta: Rijeka, Split, Pula, Zagreb, Zadar, Požega, Begovo Razdolje itd.
- oronimi:

Imena planina i uzvišenja: Učka, Biokovo, Velebit, Papuk, Dinara, Medvednica itd.
- hidronimi:

Imena voda — rijeka, potoka, jezera: Drina, Sava, Vrbas, Vrljika, Karašica, Vransko jezero, Tribaljsko jezero itd.

### Демоними (етници) и ктетици
Демоними, односно етници (grč. ethnikós — „који припада народу“) су именице које означавају становнике неког места или области.
Примери: Београђанин, Мачванин, Србијанац, Европљанин.
Ктетици (grč. ktētikós — „prisvojni“) су присвојни придеви изведени из назива неког места или области.
Примери: београдски, мачвански, србијански, европски.

### Egzonimi
Egzonimi su nazivi za strane toponime, nastali su zbog dodira kultura i jezika, razlikuju se od izvornoga naziva, endonima.
Neki su egzonimi nestali, ali su bili česti u istoriji:
Dražđani (Dresden), Jakin (Ancona), Lipisko (Lajpcig), Turin (Torino), Monakov (München), Gradac (Graz).
Neki su egzonimi specifični za određeni istorijski period:
Mleci (Venecija), Carigrad (Istanbul), Požun (Bratislava).